# Antoine Labazuy

a Compétitions nationales et continentales officielles uniquement.

b Matchs officiels uniquement.
Antoine Labazuy, (dit Le Ministre), né le 9 février 1929 à Carcassonne et décédé le 13 avril 2004 à Lourdes, est un joueur français de rugby à XV.
Joueur au coup de pied redoutable, il a débuté, après son frère aîné François.
À l’âge de 18 ans, il rejoint en 1947 le FC Lourdes (jusqu'en 1960) et joue sous le maillot de sélection nationalen au poste de trois-quarts centre, puis surtout de demi d'ouverture
Après avoir été hôtelier, il pousse sa reconversion sur le tard dans le milieu artistique de la chanson, et plus particulièrement de l'opérette. 
Son frère aîné François Labazuy (dit Casquette, 1924 - 1999), garagiste, a également joué au plus haut niveau au FC Lourdes.
Il est le seul joueur lourdais à avoir obtenu sept titres de champion de France seniors, n'étant devancé au niveau national que par quatre joueurs bittérois au nombre de victoires. Il fut aussi le seul septuple champion de France durant vingt ans, de 1960 à 1980.

## Palmarès

### En club
- Championnat de France de première division :
  - Champion (7) : 1948, 1952, 1953, 1956, 1957, 1958,   et 1960.
  - Vice-champion (1) : 1955
- Challenge Yves du Manoir :
  - Vainqueur (3) : 1953 (ne participe pas à la finale), 1954 et 1956
- Coupe de France :
  - Vainqueur (2) : 1950 et 1951.
  - Finaliste (1) : 1948
- Challenge Antoine Béguère :
  - Vainqueur (2) : 1962 et 1963[2].

### Équipe de France
- International (onze sélections dont sa première contre l'Irlande le 26 janvier 1952).
- Sélections annuelles : 1 en 1952, 2 en 1954, 1 en 1956, 3 en 1958, 4 en 1959.
- Membre de l'équipe vainqueur du Tournoi des Cinq Nations en 1954 (ex æquo avec le pays de Galles et l'Angleterre) et 1959.
- Réalisateur de 1 drop, 6 pénalités, 9 transformations (39 points).